# Яскевич, Савва Тимофеевич
Са́вва Тимофе́евич Яске́вич (1 августа 1895, Житомир — 20 июня 1996, Сидней, Австралия) — офицер военного времени Русской императорской армии (1916), сотник армии УНР (1919), командир восьмой тяжелой сотни дивизии СС «Галичина» (1944), командир 4-го полка 1-й Украинской дивизии УНА Вермахта (1945); генерал-хорунжий армии УНР в эмиграции.
Участник битвы под Бродами в 1944 году.

## Биография
Родился в Житомире. Окончил Житомирскую гимназию, учился в Киевском университете, окончил военное училище в Киеве (1916). Участвовал в Первой мировой войне, был ранен, лечился в Астрахани.
В 1918 году вернулся на Украину. С июня 1919 года — преподаватель и курсовой офицер Житомирской общей юнкерской школы. В 1920—1921 годах — курсовой офицер Совместной (Каменецкой) юнкерской школы. При невыясненных обстоятельствах в 1921 году был уволен из Армии УНР и лишен всех офицерских званий.
В польской зоне оккупации Галиции в Бориславе в 1928 году окончил горную школу, работал на Бориславских нефтяных месторождениях.
В 1941—1943 годах — секретарь украинского комитета помощи в Дрогобыче. В июне 1943 года вместе с сыном Львом поступил в добровольческую дивизию войск СС «Галичина», участвовал в битве под Бродами, он и его сын были ранены. Немецкое командование отметило личный героизм Яскевича, так как он в определённый момент организовал успешное контрнаступление 8-й тяжёлой сотни дивизии «Галичина».
Весной 1945 года назначен командиром 4-го полка 1-й Украинской дивизии Украинской национальной армии.
После войны вместе с частями дивизии был интернирован в г. Римини (Италия), был комендантом лагеря украинских воинов. В 1948 году вместе с другими воинами лагеря был отправлен в Великобританию, откуда в 1949 году эмигрировал в Австралию, жил в Сиднее.
В 1950—1984 годах — председатель Союза украинских комбатантов Австралии. Был одним из виднейших и влиятельных украинских эмигрантских деятелей Австралии. Правительством УНР в изгнании был повышен до звания генерал-хорунжего.
Умер и похоронен в Сиднее.